# Манджгаладзе, Эроси Акакиевич
Эроси Акакиевич Манджгаладзе (груз. ეროსი აკაკის ძე მანჯგალაძე; 1925—1982) — советский грузинский актёр, мастер дубляжа и спортивный комментатор. Народный артист Грузинской ССР (1961).

## Биография
Эроси Манджгаладзе родился 3 марта 1925 года в семье экономиста Акакия Манджгаладзе и Тамары Бендукидзе в селе Ганири Самтредского района Грузинской ССР. Рос вместе с братом Резо (пропал без вести на войне в 1941 году) и сестрой Беллой. Впервые вышел на сцену в возрасте 6 лет в детском спектакле. В 1941 году поступил в Тбилисский театральный институт им. Ш. Руставели, его преподавателем был Д. А. Алексидзе. В 1942—1943 годах параллельно с учёбой работал диктором и спортивным комментатором Грузинского радио. Во время войны читал фронтовые новости, за что был прозван "грузинским Левитаном". Дебют Манджгаладзе как спортивного комментатора состоялся в послевоенном 1946 году, когда молодому диктору поручили провести первый в истории футбольный радиорепортаж на грузинском языке. В 1947 году окончил театральный институт. В 1948 году был принят в труппу Грузинского академического театра им. Ш. Руставели. Его театральным дебютом была роль Брета в спектакле «Глубокие корни» Гоу и Д’Юссо. В 1956 году вступил в КПСС. В 1958 году дебютировал в кино.
Манджгаладзе одинаково хорошо удавались как драматические, так и комедийные роли. «Театральная энциклопедия» лучшей его комедийной ролью называет монаха Лопеса («Испанский священник» Дж. Флетчера). Из драматических ролей издание отмечает царя Эдипа (одноимённое произведение Софокла), где игра Манджгаладзе «подчёркивает чистоту и порывистую натуру Эдипа, раскрывает трагедию совести». Другие его роли: Папаша Жан («Люди, будьте бдительны!» по Ю. Фучику), Зимзимов («Пэпо» Г. Сундукяна), Иван Грозный («Великий государь» В. Соловьёва), Апракуне («Деловой человек» Вакели), Живота («Доктор философии» Б. Нушича), Тариэл Голуа (одноимённое произведение Л. Киачели), Кваркваре Тутабери (одноимённое произведение П. Какабадзе), Боцо («Дети моря» Г. Хухашвили) и другие. Партнёрша Манджгаладзе по сцене Медея Чахава вспоминала: «Его голос был магическим, бархатным, низким… Он не говорил, а гудел. Как будто музыка лилась из его уст». Озвучивал роли актёра Василия Чхаидзе на грузинском и русском языках.
Пик славы Манджгаладзе приходится на 1970-е годы. Он работал на киностудии "Грузия-фильм", занимал пост руководителя театра киноактера и вел радиопередачи. В 1975 году артист проводит свой последний радиорепортаж и завершает карьеру диктора. Эроси Манджгаладзе жил в Тбилиси на улице Барнова и отличался крайне замкнутым образом жизни.
Скончался от сердечного приступа 26 января 1982 года. Похоронен в Дидубийском пантеоне общественных деятелей.

## Семья
Непродолжительное время был женат на актрисе Елене Кипшидзе.

## Фильмография
- 1959 — Прошедшее лето — Александр
- 1961 — Костры горят — Хосро
- 1962 — Куклы смеются — Севериан Цевцевадзе
- 1965 — Простите, вас ожидает смерть — Датико (главная роль)
- 1966 — Встреча с прошлым — Варден
- 1967 — Как солдат от войска отстал — священник Амвроси
- 1967 — Возвращение улыбки — Реваз
- 1967 — Мой друг Нодар — Савле
- 1969 — Бабушки и внучата — зубной врач
- 1971 — Ожерелье для моей любимой — Дулдурум, дядя Бахадура
- 1970 — Кувшин — начальник отделения милиции
- 1973 — Похищение луны — Гвандж Апакидзе
- 1973 — Мелодии Верийского квартала — Геворк Геворков
- 1973 — Я и мои соседи — сосед семьи Гоги
- 1974 — Ночной визит — начальник УВД
- 1975 — Любовь, велика сила твоя — отец Тамунии
- 1976 — Городок Анара — Пируз Саликашвили
- 1976 — Термометр — врач
- 1977 — Древо желания — Бумбула
- 1978 — Кваркваре — Какута
- 1981 — Тифлис-Париж и обратно — генерал Шервашидзе

## Память
В честь Эроси Манджгаладзе назван стадион в Самтредиа. Также в Грузии учреждена премия имени Манджгаладзе за вклад в спортивную радиожурналистику.